# Plagiothecium tjuzenii
Plagiothecium tjuzenii là một loài rêu trong họ Plagiotheciaceae. Loài này được Iisiba mô tả khoa học đầu tiên năm 1932.